# Spirit Lake, Iowa
Spirit Lake là một thành phố thuộc quận Dickinson, tiểu bang Iowa, Hoa Kỳ. Năm 2010, dân số của thành phố này là 4840 người.

## Dân số
Dân số qua các năm:
- Năm 2000: 4261 người.
- Năm 2010: 4840 người.